# Márton Kalász

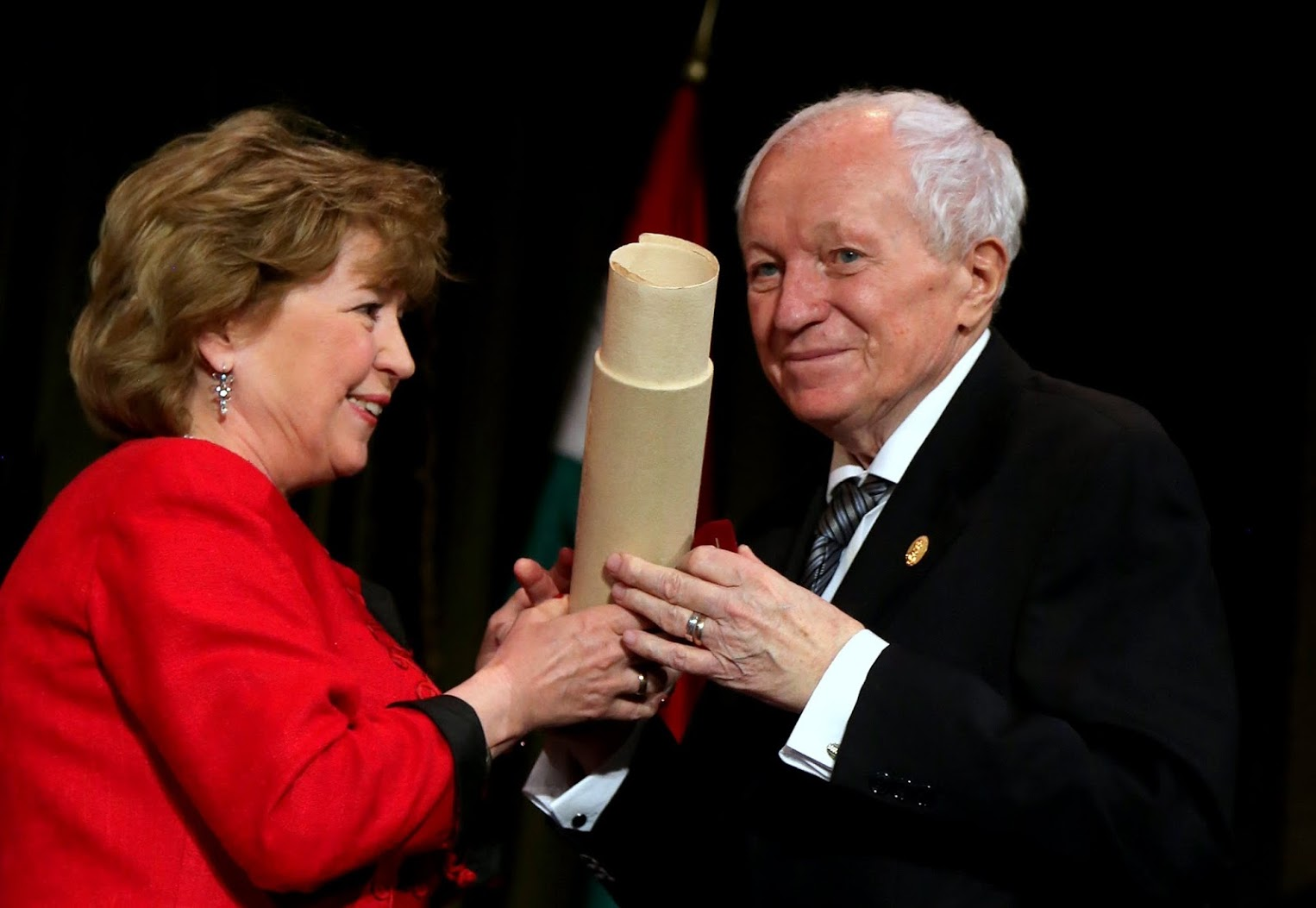
Márton Kalász bei der Überreichung des Ungarischen Kulturpreises 2014

Márton Kalász, deutsch  Martin Christmann (* 8. September 1934 in Somberek, deutsch Schomberg nahe Pécsvárad, Königreich Ungarn; † 30. Dezember 2021 in Budapest) war ein ungarischer Schriftsteller, Germanist, Lyriker und Reporter.

## Leben
Márton Kalász machte 1952 sein Abitur in Pécs und war 1953 zunächst in der Landwirtschaft, dann im öffentlichen Kulturbereich tätig.
Von 1957 bis 1970 war er Reporter beim Dorfradio und danach Redakteur beim Európa-Verlag. 1964 erhielt er ein Stipendium in Ost-Berlin. Von 1971 bis 1974 war er dort Mitarbeiter im Haus der Ungarischen Kultur.
Ab 1970 war er für verschiedene ungarische Zeitschriften tätig. 1991 wurde er zum Leiter des Ungarischen Kulturinstituts in Stuttgart berufen und bekleidete diese Aufgabe bis 1994. Bis 1991 war er Vorsitzender der Vörösmarty-Gesellschaft und ab 2001 Vorsitzender des Magyar Írószövetség (deutsch Ungarischer Schriftstellerverband).
Ab 1995 lehrte er an der Germanistischen Fakultät der Budapester Universität Károli Gáspár. Márton Kalász machte sich auch als Übersetzer von Werken Günter Kunerts, Franz Fühmanns, Günter Grass’ und anderer einen Namen.
Márton Kalász hatte zwei Kinder. Die Lyrikerin und Übersetzerin Orsolya Kalász ist seine Tochter; sein Sohn István Kalász ist Prosaist, Redakteur und Drehbuchautor.

## Ehrungen
1971 und  1987 erhielt Márton Kalász den Attila-József-Preis. 1983 und 1984 wurde er mit dem Preis des Európa-Verlags ausgezeichnet. 1984 kam Kalász in den Genuss eines SZOT-Stipendiums. Weitere Preise waren 1987 der IBBY-Preis, 1991 der IRAT-Niveaupreis, 1995 der Sándor-Weörös-Preis, 1996 der Literaturpreis Artisjus, 1998 das Calwer Hermann-Hesse-Stipendium und 2001 der János-Arany-Preis. 1994 wurde Kalász mit dem Mittelkreuz des Verdienstordens der Republik Ungarn ausgezeichnet.

## Werke
- 1955 – Hajnali szekerek (Abendliche Karren, Gedichte)
- 1961 – Ünnep előtt (Vor dem Feiertag, Gedichte)
- 1963 – Rapszódiák évada (dt. Zeit unsrer Rhapsodien, Gedichte, Erlangen: Merkel, 1983)
- 1967 – Változatok a reményre (Veränderungen für die Hoffnung, Gedichte)
- 1969 – Viola d’amour (Gedichte)
- 1970 – Éjféli körmenet (Mitternächtliche Prozession, Gedichte)
- 1975 – Hírek Árgyélusnak (Nachrichten an Árgyélus, Gedichte)
- 1978 – Szállás (Obdach, Gedichte)
- 1980 – Az imádkozó sáska (Die Gottesanbeterin, Gedichte)
- 1983 – Hozzánk a hóbagoly (Die Schneeeule zu uns, Gedichte)
- 1986 – Téli bárány (dt. Winterlamm, Roman, aus dem Ung. von Paul Kárpáti, Graz; Wien; Köln: Styria, 1992)
- 1986 – Morgató (Brummer, Jugendroman)
- 1987 – Ki olvas éjszaka verset (Wer liest nachts Gedichte, Gedichte)
- 1989 – Az utolsó érintés (Die letzte Berührung, Gedichte)
- 1990 – Rejtek (Versteck, Gedichte)
- 1993 – Tört mi (Etwas ist gebrochen, Gedichte)
- 1994 – Próba (Probe, Gedichte, zweisprachige Ausgabe)
- 1996 – Sötét seb (dt. Dunkle Wunde, Gedichte, aus dem Ung. von Julia Schiff und Robert Schiff, Heidelberg: Das Wunderhorn, 2002)
- 1999 – Tizedelőcédulák (Dezimalzettel, Schriften zur Geschichte der Ungarndeutschen), aus dem Ung. von Julia Schiff und Robert Schiff
- 2000 – A rózsafestő (dt. Der Rosenmaler, Gedichte, aus dem Ung. von Franz Fühmann und Paul Kárpáti, hrsg. von Paul Alfred Kleinert, Berlin: Nessing’sche Buchdruckerei, 2004)
- 2003 – A lét elrejtetlensége (Das Unverborgene des Seins, Gedichte)

### Deutsche Ausgaben
- Bemessener Trost. Gedichte, Verlag Philipp Reclam jun., Leipzig 1984. Reclams Universal-Bibliothek Band 1034